# Herbert James Campbell
Herbert „Bert“ James Campbell (bekannt als H. J. Campbell; * 18. November 1925 in London, England; † im September 1983 in Somerset) war ein britischer Science-Fiction-Autor.

## Leben
Campbell studierte Chemie und stellte 1957 erfolgreich seine Doktorarbeit fertig. Sein belletristisches Schaffen beschränkte sich auf die Jahre 1952–56 und umfasste Kurzgeschichten und Romane. In dieser Zeit war er zudem Redakteur der Zeitschrift Authentic Science Fiction und gab zwei Anthologien heraus. Seine Romane und Kurzgeschichten wurden auch unter den Pseudonymen John J. Deegan und Roy Sheldon veröffentlicht.
Nach 1956 wurde er durch seinen eigentlichen Beruf so stark beansprucht, dass er mit dem Schreiben von Science-Fiction aufhörte; vielmehr konzentrierte er sich auf seine Forschungsergebnisse und veröffentlichte darüber eine große Zahl wissenschaftlicher Artikel.

## Bibliografie
Shiny Spear (Romane; als Roy Sheldon)
- 1 Phantom Moon (in: Science Fiction Fortnightly, #6 (March 15) 1951)
  - Deutsch: Der unsichtbare Mond. Übersetzt von Gerhard Ledig. Pabel (Utopia Zukunftsroman #188), 1959.
- 2 Energy Alive (in: Science Fiction Fortnightly, #7 (April 1) 1951)
- 3 Beam of Terror (in: Authentic Science Fiction, #13 (September) 1951)
- 4 The Plastic Peril (in: Authentic Science Fiction, #25 (September) 1952)
  - Deutsch: Die neue Lebensform. Moewig (Terra Nova #57), 1969.
- 5 Star of Death (in: Authentic Science Fiction, #27 (November) 1952)
  - Deutsch: Die Verschollenen. Übersetzt von Gerhard Ledig. Pabel (Utopia Zukunftsroman #214), 1960.
- 6 Atoms in Action (1953)
- 7 House of Entropy (1953)

Magdah (Romane)
- 1 Mammoth Man (1951)
- 2 Two Days of Terror (1951)
  - Deutsch: Zwei Tage der Angst. Pabel (Utopia Zukunftsroman #161), 1959.

Romane
- Gold Men of Aureus (in: Science Fiction Fortnightly, #3 (February 1) 1951)
- The World in a Test Tube (in: Science Fiction Fortnightly, #8 (April 15) 1951)
- The Last Mutation (in: Science Fiction Monthly, #11 (July) 1951; auch: The Last Mutation)
- The Moon Is Heaven (in: Authentic Science Fiction, #16 (December) 1951; auch: The Moon Is Heaven)
- Two Days of Terror (1951; als Roy Sheldon)
  - Deutsch: Zwei Tage der Angst. Pabel Utopia #161, 1959.
- World in a Test Tube (1951)
- Chaos in Miniature (in: Authentic Science Fiction, #18 (February) 1952; auch: Chaos in Miniature)
- Space Warp (in: Authentic Science Fiction, #19 (March) 1952)
  - Deutsch: Das kostbare Mineral. Moewig (Terra Nova #52), 1969.
- Mice or Machines (in: Authentic Science Fiction, #22 (June) 1952)
- The Menacing Sleep (1952)
- Beyond the Visible (1952)
  - Deutsch: Die unsichtbare Gefahr. Übersetzt von H. Ziehlke. Rappen Zukunftsroman, 1953.
- Moment Out of Time (1952; als Roy Sheldon)
- Another Space – Another Time (1953)
  - Deutsch: Ein anderer Raum, eine andere Zeit. Übersetzt von Anne Steul. Rappen Zukunftsroman, 1953. Auch als: Durch Raum und Zeit. Übersetzt von Anne Steul. Pabel (Utopia-Großband #15), 1955.
- The Red Planet (1953)
- Brain Ultimate (1953)
- Atoms in Action (1953; als Roy Sheldon)
- House of Entropy (1953; als Roy Sheldon)
- The Metal Eater (1954; als Roy Sheldon)
  - Deutsch: Der weiße Tod. Übersetzt von Walter Ernsting. Moewig Terra #45, 1958.
- Once Upon a Space (1954)

Kurzgeschichten
1953:
- All Men Kill (1953, in: Nebula Science Fiction, Number 3)

1954:
- Projectionist (1954, in: Nebula Science Fiction, Number 7)
- Space Academy (in: Spaceway, February 1954)
  - Deutsch: Weltraum-Akademie. In: Utopia-Sonderband, #1. Pabel, 1955.
- The Alien (in: Spaceway, April 1954)
- Zero (1954)
  - Deutsch: Nullpunkt. Übersetzt von Rose Ebert. In: Walter Ernsting (Hrsg.): Utopia-Magazin 2. Pabel Utopia Magazin #2, 1956.

Anthologien
- Tomorrow’s Universe (1953)
- Authentic Book of Space (1954)